# Bílduhólsfell
Bílduhólsfell är en kulle i republiken Island. Den ligger i regionen Västlandet, 100 km norr om huvudstaden Reykjavík. Toppen på Bílduhólsfell är 286 meter över havet, eller 101 meter över den omgivande terrängen. Bredden vid basen är 2,5 km.
Trakten runt Bílduhólsfell är nära nog obefolkad, med mindre än två invånare per kvadratkilometer. Det finns inga samhällen i närheten. Trakten runt Bílduhólsfell består i huvudsak av gräsmarker.